# Arras Film Festival 2020
L'Arras Film Festival 2020, 21e édition du festival, qui devait se dérouler du 6 au 15 novembre 2020, est annulé en raison de la pandémie de Covid-19. Néanmoins, des prix sont remis pour soutenir l'industrie cinématographique.

## Déroulement et faits marquants
Le 19 octobre 2020 (à trois semaines de l'ouverture), les organisateurs annoncent l'annulation du festival  en raison de la pandémie de Covid-19.
Le 16 novembre 2020, les organisateurs annoncent qu'il a été décidé de maintenir des prix décernés par le jury du festival, qui a pu voir les huit longs métrages de la compétition européenne dans une salle chez Lobster Films : l'Atlas d'or du meilleur film pour Quo vadis, Aida ? de Jasmila Žbanić, l'Atlas d'argent pour I Never Cry (Jak najdalej stąd) de Piotr Domalewski et une mention spéciale pour Rounds de Stephan Komandarev.

## Jury

### Jury Atlas
- Baya Kasmi (co-présidente du jury), réalisatrice
- Michel Leclerc (co-président du jury), réalisateur
- Alice de Lencquesaing, actrice
- Olivier Loustau, réalisateur
- Félix Moati, acteur

## Sélection

### Compétition européenne
- The Campaign de Marian Crișan  Roumanie
- Tereza37 de Danilo Šerbedžija  Croatie
- I Never Cry (Jak najdalej stąd) de Piotr Domalewski  Pologne
- Shadow country (Krajina ve stínu) de Bohdan Sláma  Tchéquie
- Rounds de Stephan Komandarev  Bulgarie
- Wildland (Kød & Blod) de Jeanette Nordahl  Danemark
- Quo vadis, Aida ? de Jasmila Žbanić  Bosnie-Herzégovine
- Spirál de Cecília Felméri (eo)  Hongrie

### Découvertes européennes
- Le Mariage de Rosa (La boda de Rosa) d'Icíar Bollaín  Espagne
- Nos plus belles années (Gli anni più belli) de Gabriele Muccino  Italie
- The Castle (Pilis) de Lina Luzyte  Lituanie
- Curveball de Johannes Naber  Allemagne
- Storia di vacanze (Favolacce) de Damiano et Fabio D'Innocenzo  Italie
- La Saveur des coings (Bashtata) de Kristina Grozeva et Petar Valtchanov  Bulgarie
- Le Procès de l'herboriste  (Šarlatán) d'Agnieszka Holland  Tchéquie
- Les Séminaristes (Servants) d'Ivan Ostrochovský  Slovaquie
- Le Père (Otac) de Srdan Golubović  Serbie
- Qui chante là-bas ? (Ko to tamo peva) de Slobodan Šijan  Serbie
- Au crépuscule (Sutemose) de Šarūnas Bartas  Lituanie

## Palmarès

### Compétition
- Atlas d'or du meilleur film : Quo vadis, Aida ? de Jasmila Žbanić
- Atlas d'argent : I Never Cry (Jak najdalej stąd) de Piotr Domalewski
- Mention spéciale : Rounds de Stephan Komandarev